# 尹美进
尹美进（1983年4月30日—），韩国射箭运动员。曾获得2000年悉尼奥运女子射箭个人赛和团体赛金牌以及2004年雅典奥运女子射箭团体赛金牌。